# مطار تاشيهينغ قيانتشوان
مطار تاشيهينغ (بالصينية: 塔城千泉机场) (إياتا: TCG، إيكاو: ZWTC) مطار عام يقع بمدينة تاتشنغ في شينجيانغ في الصين. يبلغ طول المدرج 2380 م ويرتفع عن سطح البحر 604 م.

## شركات الطيران والوجهات
| شركـات طيـران          | الوجهات                                                                                 |
| ---------------------- | --------------------------------------------------------------------------------------- |
| طيران الصين اكسبرس     | مطار آلتاي شويدو، مطار كاراماي، مطار كورلا، مطار شيهيزي، مطار توربان جياهوي، مطار ينينغ |
| خطوط جنوب الصين الجوية | مطار أورومتشي ديوبو الدولي، مطار ينينغ                                                  |
| خطوط تيانجين الجوية    | مطار هامي، مطار أورومتشي ديوبو الدولي، مطار شيان شيانيانغ الدولي                        |

## وصلات خارجية
- http://www.flightstats.com/go/Airport/airportDetails.do?airportCode=TCG